# MIO (シンガーソングライター)
MIO（ミオ、1973年8月1日 - ）は、日本のR&Bシンガーソングライター。
東京都原宿出身。1999年2月20日にシングル『a puzzle』でソニーレコードからデビューした。
現在は定期的にライブ活動を行っている。

## ディスコグラフィ

### アルバム
- NANOSECOND （1999）
- REBIRTHDAY （2001）
- CLARIFY SOUL （2002）

### シングル
- a puzzle （1999）
- (If I were a little)Mermaid （1999）
- 赤いくつ （1999）
- ザクロ （2000）
- 手のひらの鼓動 （2000）
- PERIOD （2001）
- あなたに会いたい （2002）
- Seeds～ひまわりの種 （2002）
- Mother's Eternity （2002）

### DVD
- MIO:CLIPS （2001）

## ラジオ
- MIOのSEVEN SEAS ATLAS - CROSS FM毎週日曜24：00～25：00
- MIOのPUZZLENIZED NIGHT - FM NORTH WAVE毎週日曜24：00～25：00